# 熊谷大信
熊谷 大信（くまたに ひろのぶ、井上 哲、生没年不明）は、ソビエト連邦で活動した日本人の共産主義者の一人であり、ソ連の実情を見て転向した一人とされる。
1927年5月にソ連国営の漁業に従事し、同年10月にソ連へと入国、教育を受け赤化工作を行っていたものの、1933年6月にソ連当局に逮捕され、1934年に国外追放になったとされる。
1934年の日本側の取り調べにおいて、ウラジオストクに存在する「浦潮日本革命者団」に所属していたとし、日本の官憲側に太平洋労働組合書記局の情報を提供した。